# Marc Simont
Marc Simont (París, 23 de novembre de 1915 - Cornwall, Connecticut, 16 de juliol de 2013) va ser un il·lustrador i caricaturista estatunidenc de pares catalans.

## Biografia
Nascut a París, on el seu pare Josep Simont i Guillén (1875-1968) era il·lustrador per la revista L'Illustration. Aviat comença a esbossar els seus propis dibuixos i Josep Simont reconegué i fomentà el talent del seu fill.
Passà la seva joventut a França, Catalunya i als Estats Units. En París va estudiar a les acadèmies Julian i Ranson, però sempre va considerar el seu pare com el seu mestre principal de belles arts. L'any 1935, s'arrelà definitivament als Estats Units, on estudià a la New York National Academy of Design. El seu primer encàrrec de 25 dòlars fou per una revista que fracassà abans que pogués cobrar els honoraris. El 1939 es publicà el primer llibre infantil amb les seves il·lustracions. Ha il·lustrat un centenar de llibres per nens. El 1957 rebé el prestigiós premi Medalla Caldecott per les seves il·lustracions de A Tree Is Nice de Janice May Udry. És també l'il·lustrador dels llibres més recents del seu amic el cèlebre escriptor americà James Thurber. Thurber il·lustrava ell mateix les obres de la seva primera època, però quan es tornà gairebé cec Simont n'assumí l'encàrrec.
Ha fet també moltes caricatures polítiques pel diari Lakeville Journal de Connecticut, on ridiculitza els rics i poderosos de la dreta i del Partit Republicà amb humor mordaç. El 2007 rebé el premi James Aronson Award for Social Journalism pel seu humor gràfic polític.
El 1997 fou nomenat Illustrad'Or de l'Any per l'Associació Professional d'Il·lustradors de Catalunya (Apic).

## Unes Obres
Va il·lustrar més de cent llibres i va treballar amb altres autors com Margaret Wise Brown, Janice May Udry, Ruth Krauss, James Thurber i Marjorie Weinman Sharmat També ha traduït poemes de Federico García Lorca. Aquests són alguns dels seus llibres:
- The Pirate of Chatham Square: A Story of Old New York, 1939.
- The First Story, 1947.
- The Happy Day, 1949.
- The 13 Clocks, 1950. (Il·lustrat)
- The Backward Day, 1950.
- How to Get to First Base: A Picture Book of Baseball, 1952.
- Lovely Summer, 1952. (Il·lustrat i escrit)
- Mimi, 1954. (Il·lustrat i escrit)
- A Tree is Nice, 1956.
- The Wonderful O, 1957.
- How Come Elephants?, 1965. (Il·lustrat i escrit)
- Every Time I Climb a Tree, 1967.
- Nate the Great, 1972.
- Nate the Great Goes Undercover, 1974.
- Nate the Great and the Lost List, 1975.
- The Beetle Bush, 1976.
- The Contests at Cowlick, 1976.
- Nate the Great and the Phony Clue, 1977.
- Nate the Great and the Sticky Case, 1978.
- How to Dig a Hole to the Other Side of the World, 1979.
- Nate the Great and the Missing Key, 1981.
- No More Monsters for Me!, 1981.
- Nate the Great and the Snowy Trail, 1982.
- The Philharmonic Gets Dressed, 1982.
- In the Year of the Boar and Jackie Robinson, 1984.
- Nate the Great and the Fishy Prize, 1985.
- The Dallas Titans Get Ready for Bed, 1986.
- Nate the Great Stalks Stupidweed, 1986.
- Sing a Song of Popcorn: Every Child's Book of Poems, 1988. Compiled by Beatrice Schenk de Regniers.
- Nate the Great Goes Down in the Dumps, 1989.
- Many Moons, 1990.
- Nate the Great and the Musical Note, 1990.
- The Big Book for Peace, 1990. Compiled by Ann Durell and Marilyn Sachs, Written by Marilyn Sachs.
- Nate the Great and the Stolen Base, 1992.
- Nate the Great and the Pillowcase, 1993.
- Top Secret, 1995. (Traduït en Català)
- My Brother, Ant, 1996.
- Ant Plays Bear, 1997.
- The Goose That Almost Got Cooked, 1997. (Il·lustrat i escrit)
- Nate the Great Saves the King of Sweden, 1997.
- Nate the Great and Me: The Case of the Fleeing Fang, 1998.
- The Stray Dog, 2003. (Il·lustrat i escrit)
- Secret Lives of Walter Mitty and of James Thurber, 2006.
- The Beautiful Planet: Ours to Lose, 2010. (Il·lustrat i escrit)